# Асани Лукимя-Мулонготи
Асани Лукимя-Мулонготи (на немски: Assani Lukimya-Mulongoti) е футболист от ДР Конго. Има и германско гражданство, играе във „Вердер“ (Бремен) като защитник от 1 юли 2012 г.
През сезон 2003/04 започва да тренира в ШФ Тасмания Берлин. През сезон 2004/05 се мести в школата на Херта Берлин и това е първата негова крачка към професионалния футбол. Статутът му на млад играч не му открива възможност да се реализира в първия състав и затова играе в Б отбора на Херта. През сезоните 2005/06 и 2006/07 играе в регионалната лига север с втория отбор на Херта. В периода между 2004 г. и 2007 г. изиграва 54 мача и вкарва 2 гола. През следващия сезон играе в Ханза Росток в Първа Бундеслига. Отборът му изпада във Втора Бундеслига, където Лукимя-Мулонготи играе през 2008/09. През сезон 2009/10 играе за Карл Цайс Йена в Трета лига, преди да премине във Фортуна Дюселдорф, с който отбор играе във Втора Бундеслига от 2010 до 2012 г. От юли 2012 г. играе с Вердер Бремен в Първа Бундеслига.